# Juliana Top
Juliana Top (1280 m n. m.) je hora ve Wilhelminině pohoří na severu Jižní Ameriky. Leží ve středním Surinamu v distriktu Sipaliwini, uprostřed přírodní rezervace Centrální Surinam. Jedná se o nejvyšší horu Surinamu. Pojmenována byla podle královny Juliány Nizozemské.